# Sandra Forgues

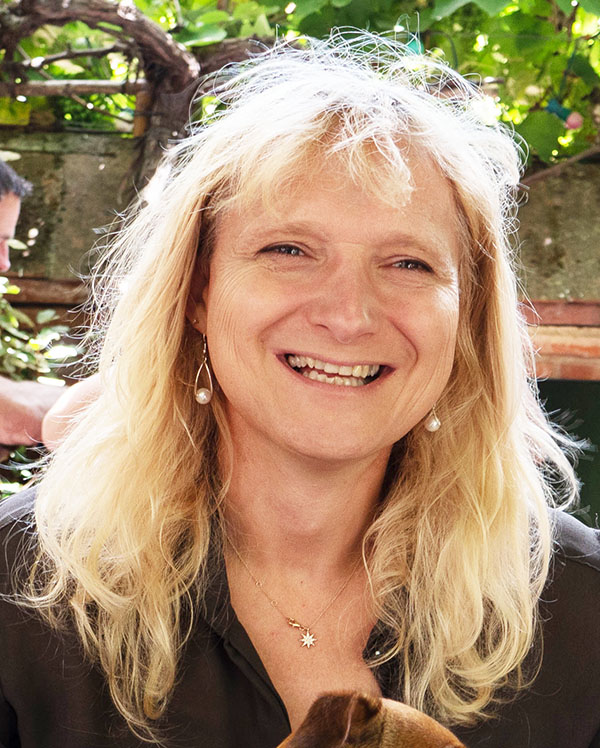
Sandra Forgues

Sandra Forgues (Tarbes, Altos Pirenéus, 22 de dezembro de 1969), anteriormente conhecida como Wilfrid Forgues, é uma canoísta de slalom francesa na modalidade de canoagem.
Foi vencedora da medalha de Ouro em slalom C-2 em Atlanta 1996 e da medalha de Bronze na mesma categoria em Barcelona 1992 junto com o seu companheiro de equipe Franck Adisson.